# 堀榮三
堀榮三 （日语：堀 栄三，1913年10月16日—1995年6月5日），大日本帝國陸軍、日本陸上自衛隊自衛官 ，最高階級為陸軍中校、陸上自衛隊陸將補（少將）。
不同於忽視準確的資訊收集和分析的大本營，堀透過分析情報，對於美國軍事入侵模式的精確預測，為他贏得「麥克阿瑟參謀」的美稱，戰爭中曾在著名的陸軍上將山下奉文手下任職。在戰爭結束后，海外軍事歷史研究家對他的能力水平有極高的評價。
日本参议院議員、國土交通大臣前田武志是堀的外甥 。

## 陸軍軍人生涯
堀榮三的生父是伊藤佑一郎，陸軍航空本部長暨第一師團長暨留守航空兵團司令官陸軍中將堀丈夫收其為養子。1927年進入東京陸軍幼年學校（預備學校）、1930年3月進入陸軍士官學校，在陸軍士官學校時認識到日軍在上海陣地戰的苦戰是由於「鐵量」或是「物量」的差距，在構築嚴密的陣地戰之前精神主義是不管用的，這個教訓後來堀在情報分析生涯中一直謹記在心。畢業於1934年6月（第46期士官候補）。 同年10月被任命為騎兵中尉。 1936年10月，分配到第26團騎兵，升騎兵中尉，並於1937年3月移調第16騎兵團。 1938年3月擔任陸軍預科學院的講師，並於7月晉升為騎兵上尉。 1940年12月進入陸軍大學校，1942年11月畢業（第56期）。同年8月晉升為少校，同年12月起，轉調陸軍戰車學校。
1943年4月擔任陸軍士官學校戰術教官。同年10月1日擔任大本營陸軍部第二部參謀，是在大本營的首次任職。在第二部同時經歷德國班蘇聯班的勤務，學習不同的班有不同的情報分析方法，對往後堀的分析手法有很大的幫助，之後調任歐美班，研究美國軍事戰術，並對美國軍事行動做出科學的分析。1944年6月完成《敵軍戰法速曉》，通過分析美軍過去的的搶灘登陸作戰，得出日軍的夜間刺刀衝鋒是自殺的結論。印刷雖在同年9月，但內容本身的傳播則從同年3月16日便已開始。貝里琉戰役中著名的中川州男上校便在首波獲傳達的師團中。《敵軍戰法速曉》中傳達了不能把中國戰線學來的戰訓準則運用在與美軍作戰上：面對士氣低落的中國軍，日軍的白刃突擊可以有效驅散；但在美軍的海空轟炸下，突擊只能白白增加日軍損害。這份資料完成後，硫磺島戰役和沖繩戰役中都有效加大美軍的損失。另外，為了增加塞班島戰役的案例（6月），本書延遲了付梓。
《敵軍戰法速曉》完成後，大本營內部也隨之調整策略，對各師團傳達軍事行動（戰略）時，也會在同時收集當地情況和對手實際的戰鬥方式。

### 台灣航空戰中的活躍
1944年10月13日，為了將《敵軍戰法速曉》的内容傳達給第一線部隊，堀往第14方面軍移動，此時發生台灣空戰，為了親眼觀察早就在懷疑的誇大戰果報告，堀動用大本營參謀的身分緊急來到了九州鹿屋海軍飛行場，在現場堀見到對歸來的飛行員報告囫圇吞棗一樣全盤接受的指揮部，對於戰果更加懷疑的堀向報告完成出来的飛行員詢問戰鬥細節，但是每個人都只能回答出模棱两可的答案。堀最後在13日19時，向大本營陸軍部第二部長（堀的直屬負責人）發出緊急電報：「此戰果不可信，最多2、3艘，是否是航空母艦也可疑」 。大本營在16日提出的戰果包括擊沉、重創航空母艦13艘與其他艦種23艘，美軍的報告則是巡洋艦重創2艘，和堀的判斷一致。
此電報今已不存，但是在13日20時留有「收到堀的特急（特別緊急）電報」的字樣的電報還在，因此可以佐證當晚稍早堀確實有捎去緊急電報。堀在自傳中表示1958年夏天證實此一電報確實有被大本營陸軍部收到，但卻因不明原因被擱置了，並感嘆在大本營中宛如還有一個密室般的內廷。 
保阪正康認為這個緊急電報是被大本營作戰參謀濑岛龙三擅自銷毀了，但無法證實。瀨島龍三在戰爭後被蘇聯作為戰俘扣留在西伯利亞強制勞動，遲至1956年才獲釋，據傳曾在1958年向堀榮三為此事當面謝罪。

## 脚注